# Paranaspia anaspidoides
Paranaspia anaspidoides là một loài bọ cánh cứng trong họ Cerambycidae.